# Нішікава Джьокен
Нішіка́ва Джьоке́н (яп. 西川如見, 1648 — 1724) — японський науковець, астроном і географ, один із перших вчених «європейських наук» в часи ізоляції від Заходу. Навчався у Нагасакі. 1719 р. викладав астрономію 8-му шьōґуну Токуґаві Йошімуне. Один із передових японських науковців початку XVIII ст. Автор трактатів «Дослідження торгівлі китайців і варварів» (華夷通商考, 1695); «Розширене дослідження торгівлі китайців і варварів» (増補華夷通商考, 1708); «Дослідження природи Японії» (日本水土考, 1720).

## Твори
- 華夷通商考
- 華夷通称考天義論
- 両儀集説教童暦談
- 運気指南役後篇
- 町人嚢
- 町人底払
- 百姓嚢
- 長崎夜話草
- 日本水土考
- 水土解弁